# Sahlgren (släkt)
För andra betydelser, se Sahlgren.
Sahlgren, är en släkt som härstammar från Uddevalla genom trävaruhandlaren, rådmannen (1661) och vice borgmästaren (1685) där Pehr Nilsson. En uppgift om att han omkring 1630 gifte sig med Anna Barbro Sahlfeldt, har inte kunnat styrkas. Känt är att Pehr Nilsson fick tre söner och en dotter: 
- Pehr Pehrsson Sahlgren, (1657–1714). Student vid Rostocks universitet 1679, vid Uppsala universitet 1681. Prästvigd 1682 och komminister i Myckleby 1694, kyrkoherde där 1700-1714. Han var gift två gånger: första gången med dottern till kyrkoherde Vincent Knutsson i Myckleby, Margareta och andra gången 1707 med jungfru Christina Ungewitter (född 1683), dotter till brännvinsbrännaren Christer Ungewitter och Apollonia Herwegh från Göteborg. Första äktenskapet gav sex söner och fyra döttrar, men släktgrenen dog troligen ut på svärdssidan.
- Frans Pehrsson Sahlgren, (1663–1702). Vice borgmästare i Uddevalla. Gift med Malena Johannesdotter Bagge.
- Anna, (död  1717), gift 1698 med Påske P:son Bagge.
- Nils Pehrsson, (död 1703) handlanden och rådman i Göteborg. Gift med Sara Herwegh (död 1729), dotter till handlanden och rådmannen Jacob Herwegh av skotsk börd, dock inflyttad från Hamburg. De fick sex barn:
  - Anna Elisabeth (död 1733), gift med grosshandlare Hans Olof Ström (1683-1761).
  - Jacob Sahlgren (död 1736), handels- och politieborgmästare i Göteborg. Han var gift från 1720 med Brigitta Sahlgren (1694–1771), dotter till handlanden Oluf Pehrsson Ekmarck och Kristina Stillman. Barn: Niclas (1717–1762), Olof (död 1758) och Sara Christine (1723-1766).
  - Petter, död "kort efter 1721".
  - Regina, gift Greiff.
  - Christina, var fadder 1725.
  - Niclas Sahlgren (1701-1776). Niklas Sahlgren var gift 1:o 1745 med Anna Margareta Wittmack (död 1746 i barnsäng) och 2:o 1747 med Katarina Kristna Grubb (död 1771). Barn i första giftet var; Anna Greta, född 1746 - död 10 mars 1767 och gift 30 december 1764 med August Alströmer (1735-1773),[1] och barn i andra giftet var Sara Katarina (1748-1818), gift med kanslirådet Claes Alströmer. [2][3] På hans kista i Tölö sockenkyrka står det skrivet: "Odödlig genom medborgerlig frikostighet".[4]